# Quân đội nhân dân (báo)
Quân đội nhân dân là một nhật báo trực thuộc Tổng cục Chính trị đại diện cho tiếng nói của Lực lượng Vũ trang nhân dân Việt Nam, đây cũng là cơ quan của Quân ủy Trung ương và Bộ Quốc phòng. Ấn phẩm ra mắt số báo in đầu tiên vào ngày 20 tháng 10 năm 1950 tại thôn Khau Diều, xã Định Biên, huyện Định Hóa, tỉnh Thái Nguyên.

## Lịch sử
Vào ngày 15 tháng 2 năm 1947, Quân ủy Trung ương đã triệu tập Hội nghị Chính trị viên toàn quân lần thứ nhất. Võ Nguyên Giáp – Bí thư Quân ủy và Văn Tiến Dũng – Cục trưởng Cục Chính trị Bộ Quốc phòng được giao nhiệm vụ chủ trì. Tại đây hội nghị đã đi đến quyết định xuất bản báo Vệ Quốc quân. Đến tháng 7 năm 1950, hai ấn phẩm truyền thông tin tức Quân du kích và Vệ Quốc quân hợp nhất lại để thành lập nên một tờ báo mới, được Chủ tịch Hồ Chí Minh đặt tên là báo Quân đội nhân dân, ra đời ngay trong thời điểm cuộc Chiến tranh Đông Dương đang tiến đến giai đoạn cao trào.
Ngày 20 tháng 12 năm 2002, ấn phẩm báo điện tử chính thức được hòa mạng Internet, đồng thời ra mắt các phiên bản ngoại ngữ qua từng giai đoạn như Tiếng Anh (2006), Tiếng Hán (2012), Tiếng Lào và Tiếng Khmer (2017). Tính đến ngày 15 tháng 10 năm 2021, Quân đội nhân dân nằm ở vị trí thứ 34 (hoặc 33 trong ngày 16/10) trên bảng xếp hạng 50 website hàng đầu có lượng truy cập nhiều nhất tại Việt Nam do công ty Alexa của tập toàn Amazon Hoa Kỳ công bố kết quả thống kê.

## Cơ cấu tổ chức
Báo Quân đội nhân dân được tổ chức theo các phòng, ban chuyên môn; riêng khối nội dung được tổ chức theo chuyên trang thể hiện trên mặt báo. Cơ cấu của báo gồm 23 phòng, ban: Ban Biên tập; Phòng Thư ký tòa soạn; các phòng biên tập Quốc phòng – An ninh; Công tác Đảng, Công tác chính trị; Văn hóa – Thể thao; Kinh tế – Xã hội – Nội chính; Thời sự quốc tế; Bạn đọc – Cộng tác viên và Hoạt động xã hội; Báo Quân đội nhân dân Cuối tuần; Nguyệt san Sự kiện và Nhân chứng; Báo Quân đội nhân dân điện tử; Phòng Phát hành – Quảng cáo; Phòng Công nghệ thông tin; Ban Ảnh; các ban đại diện tại Thành phố Hồ Chí Minh, đồng bằng sông Cửu Long, miền Trung – Tây Nguyên; cơ quan thường trực tại Nam Trung Bộ, Quân khu 4, Tây Bắc (Điện Biên); Phòng Chính trị; Phòng Trị sự – Hành chính; Ban Tài chính; Ban Tư liệu. Ngoài ra, để thu thập thông tin tại các địa bàn trọng yếu, báo bố trí phóng viên thường trú ở miền Trung – Tây Nguyên và Thành phố Hồ Chí Minh, tác nghiệp tại các địa bàn như Gia Lai, Buôn Ma Thuột, Đà Lạt, Nha Trang.

## Ban lãnh đạo
| Giai đoạn   | Tổng biên tập      | Ct.    |
| ----------- | ------------------ | ------ |
| 1953 – 1956 | Hoàng Xuân Tùy     | [ 13 ] |
| 1963 – 1967 | Lê Quang Hòa       | [ 14 ] |
| 1974 – 1978 | Nguyễn Đình Ước    | [ 15 ] |
| 1978 – 1988 | Trần Công Mân      | [ 16 ] |
| 1988 – 1997 | Phan Khắc Hải      | [ 17 ] |
| 1997 – 2008 | Nguyễn Quang Thống | [ 18 ] |
| 2008 – 2014 | Lê Phúc Nguyên     | [ 19 ] |
| 2014 – 2020 | Phạm Văn Huấn      | [ 20 ] |
| 2020 – nay  | Đoàn Xuân Bộ       | [ 21 ] |

## Danh hiệu
| Quốc gia | Năm  | Giải thưởng                          | Ct.                  |
| -------- | ---- | ------------------------------------ | -------------------- |
| Việt Nam | 1956 | Huân chương Quân công hạng Ba        | [ 22 ] [ 23 ] [ 24 ] |
| Việt Nam | 1961 | Huân chương Chiến công hạng Nhất     | [ 22 ] [ 23 ] [ 24 ] |
| Việt Nam | 1963 | Huân chương Lao động hạng Nhì        | [ 22 ] [ 23 ] [ 24 ] |
| Việt Nam | 1984 | Huân chương Quân công hạng Nhất      | [ 22 ] [ 23 ] [ 24 ] |
| Việt Nam | 1990 | Huân chương Hồ Chí Minh              | [ 25 ]               |
| Việt Nam | 2000 | Anh hùng Lực lượng vũ trang nhân dân | [ 26 ]               |
| Việt Nam | 2006 | Huân chương Sao Vàng                 | [ 27 ]               |
| Việt Nam | 2010 | Anh hùng Lao động                    | [ 28 ]               |
| Việt Nam | 2020 | Huân chương Độc lập hạng Ba          | [ 29 ]               |